# Tramwaje w Świnoujściu
Tramwaje w Świnoujściu – niezrealizowany system komunikacji tramwajowej w Świnoujściu. W latach 1875–1908 powstało kilka projektów budowy linii tramwajowych w Świnoujściu, a także ze Świnoujścia do sąsiednich miejscowości.

## Historia

### Projekty tramwaju konnego
Gdy jeszcze budowano linię kolejową z Ducherow do Świnoujścia, do Prezydium Rejencji Szczecińskiej wpłynął wniosek o wydanie koncesji na budowę oraz eksploatację tramwajów konnych w Świnoujściu. Wniosek złożono 16 marca 1875. Zakładał on sieć o prześwicie toru 1435 mm, łączącą w sobie funkcje tramwaju pasażerskiego i towarowego. Dla tramwajów proponowano wówczas następujące trasy:
| Linia         | Trasa                                                                                  | Długość |
| ------------- | -------------------------------------------------------------------------------------- | ------- |
| pasażerska    | Dworzec Główny – Grunwaldzka – Plac Wolności – Armii Krajowej – Przeprawa promowa      | 2,0 km  |
| towarowa (I)  | Dworzec Główny – Grunwaldzka – Plac Wolności – Armii Krajowej – Wybrzeże Władysława IV | 2,3 km  |
| towarowa (II) | Dworzec Główny – Grunwaldzka – Plac Wolności – Bohaterów Września – Basen Północny     | 3,2 km  |

Koncesji na budowę jednak nie wydano. W 1887 oraz 1889 próbowano ponownie uzyskać koncesję, lecz tym razem także jej nie wydano.

### Projekty tramwaju elektrycznego

#### Projekt Oscara Kaisera
22 marca 1899 berliński przedsiębiorca Oscar Kaiser złożył wniosek o koncesję na budowę elektrycznej linii tramwajowej ze Świnoujścia przez Ahlbeck do Heringsdorf o rozstawie 1000 mm. Na budowę pozytywne opinie wydały:
- Dyrekcja Poczty Królewskiej w Szczecinie – zastrzegając przy tym ochronę królewskich instalacji telegraficznych i telefonicznych
- Policja Królewska
- Portowy Inspektor Budowlany ze Świnoujścia
- Rada Powiatu Uznam-Wolin.

Jedyną negatywną wydał Minister ds. Rozwoju Robót Publicznych, argumentując, że linia ta będzie się pokrywać z istniejącą linią kolejową ze Świnoujścia do Heringsdorf. Mimo odwołania od tej decyzji, koncesji na budowę nie wydano.

#### Projekt Feliksa Rosenberga
We wrześniu 1903 wniosek o wydanie pozwolenia na budowę wąskotorowej linii Świnoujście – Ahlbeck – Heringsdorf – Bansin (długość 10 km) oraz linii okólnej w Świnoujściu (długość 5 km) złożył Felix Rosenberg. We wniosku pojawiła się argumentacja, że kolej znajduje się w zbyt dużej odległości od plaży oraz za rzadko się zatrzymuje, a także, że istnieje duży potencjał przewozowy, mogący wynieść nawet 100 tys. pasażerów rocznie oraz, że tramwaje kursujące co 10 minut przyczynią się do większego rozwoju okolicy. Całość inwestycji miał sfinansować Berliner Bank. Decyzje w sprawie koncesji były identyczne jak w projekcie Oscara Kaisera, czyli negatywne.

#### Projekt powiatu Uznam-Wolin
Na skutek negatywnych decyzji w sprawie koncesji dla prywatnych inwestorów oraz biorąc pod uwagę rozwój Świnoujścia i dalekie położenie Dzielnicy Nadmorskiej od Centrum i Dworca Głównego władze powiatu samodzielnie chciały zrealizować projekt tramwaju. W 1908 rozpoczęto rozmowy z Allgemaine Elektrizitäts-Gesellschaft (AEG) nt. budowy i eksploatacji czterokilometrowej linii tramwajowej. Jej trasa miała przebiegać następująco:
| Trasa | Długość |
| --- | ------- |
| Dworzec Główny – Grunwaldzka – Plac Wolności – Piłsudskiego – Słowackiego – Gierczak (z powrotem: Powstańców Śląskich) – Żeromskiego | 3,0 km  |

Negocjacje z AEG trwały rok, lecz miasto nie zgodziło się na jeden z warunków postawionych przez AEG, czyli że po ustalonym okresie miasto wykupi całą firmę.